# Personenzertifizierung
Bei einer Personenzertifizierung werden die Fachkompetenzen und Qualifikationen von Individuen überprüft und auf Übereinstimmung mit dem vorliegenden Zertifizierungsprogramm bewertet. Überprüft werden Ausbildung, Wissen und Fähigkeiten.

## Zertifizierungsstellen
Die Zertifizierungsstellen können in Deutschland bei der Deutschen Akkreditierungsstelle GmbH (DAkkS) akkreditiert werden. Die DAkkS wurde durch die Bundesrepublik Deutschland, vertreten durch das Bundesministerium für Wirtschaft und Energie (BMWi) gegründet, und führt Akkreditierungen in den verschiedenen Bereichen durch. Einer der Bereiche ist die Akkreditierung von Zertifizierungsstellen für Personen nach DIN EN ISO/IEC 17024. Die Norm DIN EN ISO/IEC 17024 legt international anerkannte Anforderungen für eine Zertifizierungsstelle fest. Darüber hinaus wendet die DAKKS die nach § 5 Abs. 3 Akkreditierungsstellengesetz (AkkStelleG) bekannt gemachten Regeln an.
In Österreich werden Zertifizierungsstellen vom Bundesministerium Digitalisierung und Wirtschaftsstandort akkreditiert.

## Gesetzliche Bestimmungen zu Personenzertifizierung
Der deutsche Gesetzgeber hat 2009 mit Erlass des Akkreditierungsstellengesetz (AkkStelleG) auf Basis der Verordnung (EG) Nr. 765/2008 in Deutschland ein Qualitätssicherungssystem auf gesetzlicher Grundlage etabliert. Dieses System tritt neben das etablierte System der öffentlichen Bestellung von Sachverständigen nach § 36 GewO, das bis dahin bestehende Monopol der Kammern ist zum Vorteil der Verbraucher durch eine Wettbewerbssituation ersetzt worden.

## Zertifizierungen
In anerkannten Zertifizierungsstellen für Personen sind folgende Zertifizierungen derzeit möglich:
- P50 Personal im Bauwesen
- P70 Personen für Zerstörungsfreie Prüfungen nach DIN EN ISO 9712 (ex DIN EN 473)
- P71 Personen für Fügetechnik und Schweißfachpersonal (DIN EN ISO 14731; DIN EN 287-1 und DIN EN ISO 9606)
- P72 Sachverständige für Kraftfahrzeugschäden und -bewertung
- P73 Sachverständige Immobilienbewertung
- P74 Maschinenbau
- P75 Kunststoffe
- P76 Fachpersonal für Korrosion und Korrosionsschutz nach NS 476 und DIN EN ISO 12944; Teilgebiet 'Kathodischer Korrosionsschutz' (KKS) nach DIN EN 15257
- P77 Sensorische Sachverständige
- P78 IT-Personal
- P80 QM-Personal
- P81 UM-Personal
- P83 Wundtherapeut/Wundassistent
- P90 Fachpersonal Verkehrssysteme
- P91 Trainer Verkehrssysteme